# Carbonell
Carbonell es una empresa perteneciente al grupo Deoleo, dedicada principalmente a la elaboración y comercialización de aceite de oliva y aceitunas. Carbonell también produce otros productos como vinagre marca Prócer, y exporta a más de 70 países repartidos por los cinco continentes.

## Historia
1866 – En julio de este año, Antonio Carbonell y su familia fundaron la marca “La Providencia – Carbonell” y empezaron a elaborar y comercializar aceite de oliva en Córdoba. Este empresario, nacido en Alcoy y amante del aceite de oliva, asoció desde un principio la calidad a la marca.
1878 – Carlos Carbonell y Morand, hijo de Antonio Carbonell, toma el relevo de su padre y empieza a dirigir la empresa con sólo 22 años. Su principal objetivo se centra en exportar el aceite español a otros países europeos. Además, Carlos Carbonell fundó la Cámara de Comercio de Córdoba.
1888 – En este año, Carbonell comienza a suministrar aceite a la flota de guerra de Gran Bretaña, tras ganar la subasta internacional del Almirantazgo Británico. Hasta el fin de la I Guerra Mundial, Carbonell es el proveedor exclusivo de aceite.
1895 – La Casa Real Española, regida por la reina María Cristina, madre de Alfonso XIII, concede a Carbonell el título de proveedor oficial.
1904 – El diseño del cartel con la mujer cordobesa, pintado bajo el estilo art nouveau, recibe el Gran Premio de Honor en la Exposición Universal de Saint Louis (EE. UU.). Desde entonces, esta imagen pasa a formar parte del logotipo de Carbonell.
1922 – La empresa se amplía y se compran las primeras almazaras.
1944 – La firma Carbonell organiza la Primera Exposición Nacional de Aceites.
1960 – Los envases de vidrio llegan a Carbonell, que se convierte en la primera marca en distribuir este tipo de envase.
1970 – Se empieza a comercializar el aceite Carbonell 0’4. En este año, se produce el acuerdo con Louit para adquirir sus productos de salsas y mostazas.
1987 – Se empieza a comercializar el aceite de oliva virgen extra, envasado en una botella de vidrio con el diseño denominado “Mezquita”, que recibió el premio Centro del Envase de Vidrio al mejor diseño.
2001 – Grupo SOS adquiere Carbonell, después de varias etapas con compañías empresariales italianas y francesas.
2004 – Se inaugura el Museo Carbonell del Aceite en la fábrica de Alcolea (Córdoba) y las primeras tiendas Azzait de Carbonell.
2010 – Carbonell está presente en el 95% de los puntos de venta a nivel nacional y llega a los cinco continentes.
Carbonell moderniza la imagen de la gitana, emblema de la marca, adaptándola a la mujer actual española. El Grupo Sos cambia de denominación pasado a llamarse Deoleo pero sigue amparando la titularidad de la marca Carbonell.

## Producción
Los aceites Carbonell se producen en la instalación de Alcolea.